# Tero
|  | Per a altres significats, vegeu «Josep Tero». |

Tero (en grec antic: Θηρώ), segons la mitologia grega, va ser una filla de Filant, rei d'Èfira, i descendent d'Íficles, el germà bessó d'Hèracles.
Estimada per Apol·lo, va ser la mare de Queró, l'heroi epònim de la Queronea, a Beòcia.